# Dano
För andra betydelser, se Dano (olika betydelser).
Dano (단오) är en koreansk högtid som hålls den femte dagen under den femte månaden enligt månkalendern. År 2015 är detta den 20 juni enligt gregorianska kalendern och år 2016 kommer det vara den 9 juni.
Enligt folklore har Dano det bästa vädret på året vilket ger dagen vad man refererar till som "bra energi" och dagen beskrivs ofta som den bästa dagen på året. Enligt sägnen är "energinivån" under året som allra högst mellan klockan elva på förmiddagen och ett på eftermiddagen under Dano och den når sin absoluta höjdpunkt vid middag. I och med detta hålls många evenemang just mitt på dagen på Dano. Ett av de kändaste evenemangen under högtiden är festivalen Gangneungdanoje (강릉단오제) 
En speciell mat som äts på Dano är Surichwiddeok (수리취떡) som innehåller en ört som växer högt upp i bergen. Eftersom Dano alltid inträffar under sommaren äter man kallare mat den här dagen och bland annat körsbär och fruktsallad förknippas med Dano. En vanlig fruktbål man tillreder den här dagen är Hwachae (화채).
Förr i tiden brukade folk tvätta håret på Dano med hjälp av Kalmus (Acorus calamus), en växt som heter "Changpo" (창포) på koreanska. Man använde den precis som schampo för att göra håret finare.

## Referens
- Richmond Simon., red (2010) (på engelska). Korea (8th ed.). Footscray, Vic.: Lonely Planet. Libris 11880819. ISBN 9781741048315